# کوشیموتو، واکایاما
کوشیموتو، واکایاما (به لاتین: Kushimoto, Wakayama) یک منطقهٔ مسکونی در ژاپن است که در استان واکایاما واقع شده‌است. کوشیموتو ۲۰٬۶۱۸ نفر جمعیت دارد.

## خواهرخوانده
شهر مرسین خواهرخواندهٔ کوشیموتو، واکایاما هست.